# カールスルーエ

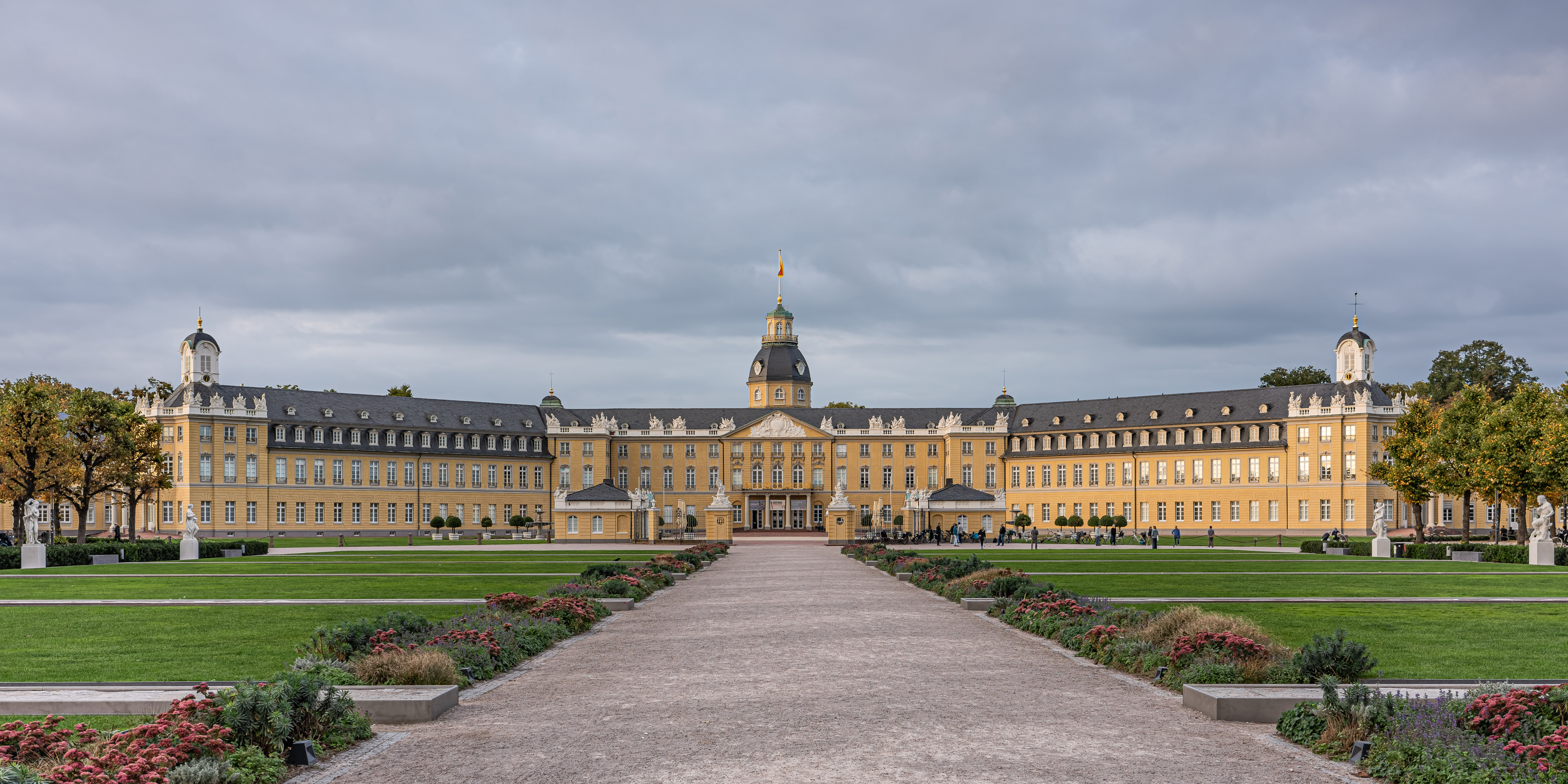
宮殿

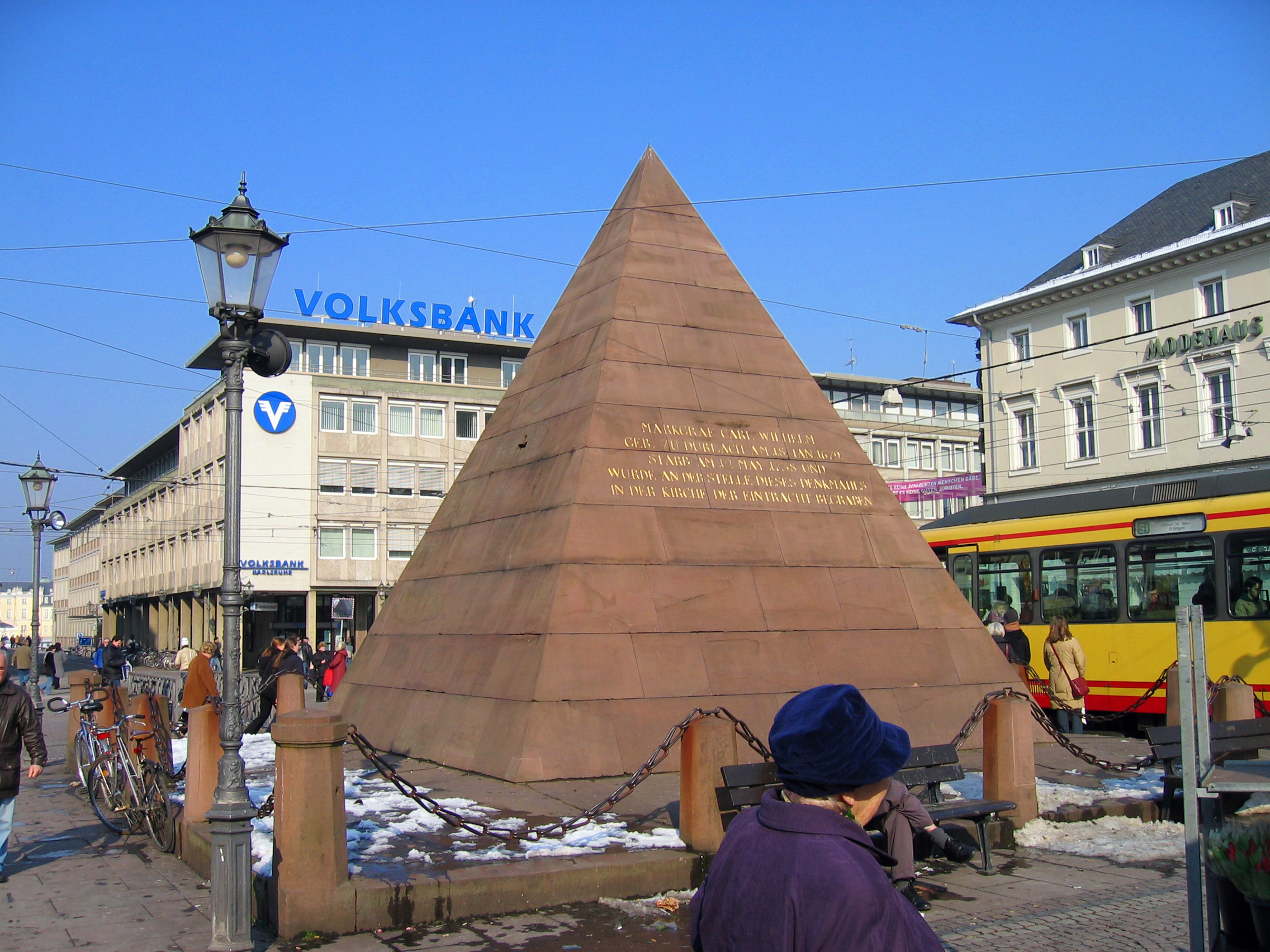
Marktplatz広場にあるピラミッド

カールスルーエ（標準ドイツ語：Karlsruhe、アレマン語：Karlsrueh）は、ドイツ連邦共和国の都市。バーデン＝ヴュルテンベルク州に属する。人口は約30万人で、同州では、マンハイムと並び、シュトゥットガルトに続く第二規模の都市である。
ドイツ連邦共和国の最高裁判所に該当する連邦憲法裁判所（Bundesverfassungsgericht） や連邦裁判所（Bundesgerichtshof）の所在地として、ドイツの「司法首都」となっている。

## 地勢・産業
ライン川の近くに位置する都市で、古くからバーデン地方の政治中心地の一つとして発展してきた。町の西部には、ライン川に近いことを生かし、川と運河で結ばれた工業地区もある。南にはシュヴァルツヴァルトが広がる。フランス国境に近く、最も近い所で街の中心から約10キロ程度。約50キロ北にハイデルベルク、55キロ北にマンハイム、60キロ南東にシュトゥットガルトが位置する。約30キロ南のバーデン＝バーデンは、国際的な温泉保養地として知られている。紋章にあるFIDELITASはラテン語で「忠誠」である。
言語構成は上部ドイツ語の語群であるカトリックであるアレマン語話者と、プロテスタントである上部フランケン語の系統に属する南フランケン語話者などの方言が混合する境界域に位置している。その他に、バーデン語も話される。

## 歴史

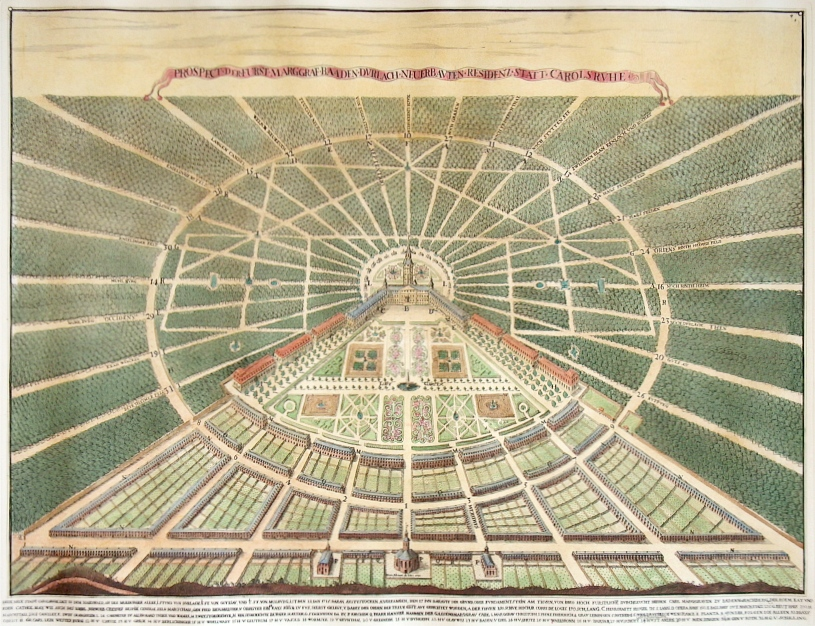
1721年に描かれた鳥瞰図

街の名称の由来はカールス（カールの、karls）とルーエ（休息所、ruhe）である。そのうち「カール」の語は、18世紀のバーデン＝ドゥルラハ辺境伯であるカール3世ヴィルヘルムにちなんだものである。もともとバーデン＝ドゥルラハ辺境伯の居城は、中世的な町ドゥアラッハ（ドゥルラハとも書かれ、カールスルーエ市の一部となっている）にあるカールスブルク城であった。しかし、大同盟戦争において、フランス軍によって1689年に町と共に破壊された。1698年に再建に取りかかられたが、1709年に辺境伯となったカール3世ヴィルヘルムは、再建ではなく、新しい場所に居城と町を建設することを決定した。
こうして選ばれたのが、カールスブルク城の5キロほど西にあり、狩猟を行っていた広い森である。ここに居城を移し、周囲に近代的な都市を建設しようと、1715年に宮殿の礎石が置かれた。これが都市カールスルーエの誕生とされている。
カールスルーエは、宮殿を中心に道路網が放射状に伸びる計画都市で、格子状道路網を有するマンハイムと並んでドイツのバロック都市として有名である。この道路網は、輝く太陽の光線を示すものである。宮殿の近くの都心で、町が南側へ向けて扇形に広がっていることから、「扇都市」とも呼ばれている。
第二次世界大戦では甚大な被害を受けたが、戦後に復興した。復興にあたっては、宮殿を中心に広がる道路網が尊重されている。1970年代に大規模な都市再開発が行われた際も、選定された案は放射状道路網を尊重したものであった。
中心街のカイザー通りに沿うMarktplatz広場には、ピラミッドがあり、カール3世ヴィルヘルムがその地下室に永眠する。

## スポーツ
カールスルーエSCが、カールスルーエを本拠地とするサッカークラブ。オリバー・カーン（バイエルン・ミュンヘンに移籍）などを輩出した。ブンデスリーガ2部に所属している。ホームスタジアムはヴィルトパルクシュタディオン。
バスケットボール・ブンデスリーガ（ドイツプロバスケットボールリーグの1部）のBGカールスルーエの本拠地。

## 大学
- カールスルーエ工科大学
- カールスルーエ音楽大学
- Hochschule Karlsruhe – Technik und Wirtschaft
- Pädagogische Hochschule Karlsruhe
- Staatliche Akademie der Bildenden Künste Karlsruhe
- カールスルーエ造形大学
  - カールスルーエ・アート・アンド・メディア・センター

## 出身有名人
- オリバー・カーン（サッカー選手）
- オリバー・ビアホフ（サッカー選手）
- アンディ・デリス（HELLOWEEN：ボーカリスト）
- カール・ベンツ（ダイムラー・ベンツの創立者）
- リナ・ラトケ（陸上競技選手）
- ヨーゼフ・カイルベルト（指揮者）
- ヴォルフラム・フライシュハウアー（推理作家、ファンタジー作家）

## 姉妹都市
- ナンシー、フランス 1955年
- ノッティンガム、イギリス 1969年
- ハレ、ドイツ 1987年
- ティミショアラ、ルーマニア 1992年
- クラスノダル、ロシア 1998年

## 引用
1. ↑  Statistisches Landesamt Baden-Württemberg – Bevölkerung nach Nationalität und Geschlecht am 31. Dezember 2023 (CSV-Datei)